# جيمس اندروز
جيمس اندروز (بالإنجليزية: James Andrews)‏ هو جراح أمريكي، ولد في 1942 في هومر في الولايات المتحدة.